# 汪乐余
汪乐余（1973年—），国家杰出青年科学基金获得者，北京化工大学教授。

## 生平
1997年本科毕业于安徽师范大学并留校任教。2002年获安徽师范大学硕士学位，2007年获清华大学博士学位，随后在美国加州大学洛杉矶分校做博士后研究。2009年调入北京化工大学工作，现任北京化工大学化学学院教授，北京化工大学科学技术发展研究院常务副院长。

## 学术贡献
主要从事基于新型无机纳米材料的可控合成与应用研究。主持国家重点研发计划项目、国家自然科学基金项目、教育部新世纪优秀人才项目等课题十余项，在J. Am. Chem. Soc., Angew. Chem. Int. Ed., Nat. Commun., Adv. Mater.等期刊发表SCI论文150余篇，获授权中国发明专利30余项。研究成果获省部级自然科学二等奖、三等奖各一项。